# Верное сердце
«Верное сердце» (фр. Coeur fidèle, 1923) — французский художественный фильм Жана Эпштейна. Принято считать наиболее характерным его творчеству, отражающим его программные установки.

## Сюжет
Мари работает посудомойкой в харчевне. Она любит портового грузчика Жана, но должна по настоянию отчима выйти замуж за пьяницу Малыша Поля. Девушка жертвует своим чувством к любимому человеку. Идут годы. Мари стала матерью. Она часто испытывает нужду и голодает, у неё нет даже денег на лекарства для ребёнка. Жан (Леон Матот), всё ещё продолжает любить Мари. Они изредка встречаются тайком от мужа.
Соседка Мари, хромая девушка, решает пожертвовать собой и убивает мужа Мари.

## В ролях
- Леон Матот — Жан
- Джина Манес
- Мари Эпштейн

## Художественные особенности
Когда фильм появился на экранах, вокруг него разгорелись страсти, дело доходило до побоищ. Фильм был временно запрещен. Причиной явилась его форма.
В фильме присутствовало множество растушеванных диафрагм, наплывов, интересных приемов монтажа, причудливых ракурсов.
Ключевым моментом фильма является эпизод «на ярмарке». После венчания героиня с мужем идут на воскресное гулянье. Она оглушена толпой, аттракционами, криками. Все это сливается в яркий калейдоскоп. На экране мелькают отдельные детали, лица, карусель